# La Femme du premier ministre
 (avril 2025).
Motif : Peu de sources montrant la notoriété de ce roman.
- Archive Wikiwix
- Bing
- Cairn
- DuckDuckGo
- E. Universalis
- Gallica
- Google
- G. Books
- G. News
- G. Scholar
- Persée
- Qwant
- (zh) Baidu
- (ru) Yandex
- (wd) trouver des œuvres sur Wikidata

| 1. | Préciser le motif de la pose du bandeau. | Précisez le motif de la pose du bandeau en utilisant la syntaxe suivante : {{admissibilité à vérifier\|date=avril 2025\|motif=remplacez ce texte par le motif}}                                   |
| 2. | Informer les utilisateurs concernés.     | Pensez à avertir le créateur de l'article, par exemple, en insérant le code ci-dessous sur sa page de discussion : {{subst:avertissement admissibilité à vérifier\|La Femme du premier ministre}} |

 La Femme du premier ministre  est un roman de Laurence Cossé publié en 1998 aux éditions Gallimard. L'écrivain y raconte la vie de Louise-Honorine de Choiseul, femme du duc de Choiseul. Le roman mélange les récits historiques de la vie des deux personnages et les pensées de l'épouse de l'homme d'État.